# Палестински ислямски джихад
Палестинският ислямски джихад, съкратено като ПИД (на арабски: حركة الإسلامي في فلسطين, Харакат ал-джихад ал-ислами ал-филастини) е палестинска паравоенна ислямистка групировка, която има за цел да създаде независима палестинска ислямска държава и да унищожи Израел чрез джихад. Основана е в края на 70-те години от палестинци от сунитското движение Мюсюлмански братя. Групата е ръководена от д-р Фатхи Шкаки (който остава неин лидер до смъртта си през 1995 г.) и шейх Абд ал-Азиз Оуда (Оде).
Организацията е призната за терористична от САЩ, Европейския съюз, Великобритания, Япония, Канада, Австралия и Израел. Групата е враждебно настроена към повечето съвременни арабски правителства, защото те поддържат връзки със Запада и са силно повлияни от него.

## История
В своята дейност членовете на ПИД се придържат към принципите на строга секретност, поради което количеството информация за тях е силно ограничено. Има много легенди за дейността на ПИД и нейните членове, като в тази връзка фактите, които се чуват, трябва да се третират критично.
Първоначално групировката действа от територията на Египет, но след убийството на египетския президент Ануар Садат през 1981 г. ръководството решава да се премести в Газа. По време на първата интифада, която започва през 1987 г., лидерите на ПИД се местят в Ливан, където установяват директни контакти с Иран.
Организацията се състои от четири фракции, три от които не извършват терористични операции. Дейностите на ПИД не се ограничават до територията на Израел – членовете на организацията също извършват терористични атаки в Ливан, Йордания и други страни от Близкия изток. Смята се, че организацията се финансира от Иран, а бойците получават парични бонуси за всяко действие.
За разлика от Хамас, ПИД няма социално-икономическа платформа и не се стреми да се превърне в масово или политическо движение. ПИД се противопоставия на договорите от Осло от 1993 г.
По време на израелски удар в района на Армал в Газа на 5 август 2022 г. е убит командирът на северната дивизия на ПИД Тайсир Ал Джабари. Новият лидерът на ПИД Зияд ал-Нахала заявява, че неговата група възнамерява да отмъсти на Израел.

## Дейност
Основната форма на дейност на ПИД е подготовката и извършването на терористични атаки срещу израелски военни и цивилни лица. Заповедите за терористични атаки се предават на Съвета на Шура – орган, състоящ се от десет члена, който координира действията на военните структури на ПИД. От Шура се изпращат заповеди до бежанските лагери в Хан Юсиф, Шейх Радван и Джелазун, които са превърнати в база за терористите от ПИД . Рамадан Абдула Салах отговаря за дейността на екстремистите. Преките терористични действия се извършват от бойци на Бригадите Ел-Кудс или бойните сили на ПИД, който включва предимно фанатизирани религиозни млади хора, готови да се саможертват в името на победата на исляма.
ПИД, заедно с други палестински групи, взима активно участие в палестинската интифада. През 1994 г. Фатхи Шакаки (основателят на ПИД) обявява създаването на специален отряд самоубийци от 70 души, обучени за терористични атаки срещу Израел и САЩ. След смъртта на техния лидер бойците на ПИД извършват терористични атаки, насрочени за следващата годишнина от смъртта му.